# Xenopus andrei
Xenopus andrei är en groddjursart som beskrevs av Catherine Loumont 1983. Xenopus andrei ingår i släktet Xenopus och familjen pipagrodor. Inga underarter finns listade i Catalogue of Life.
Denna groda förekommer i Afrika i Kamerun, Centralafrikanska republiken, Ekvatorialguinea, Gabon och norra Kongo-Brazzaville. Den lever i träskmarker och i skogar med dammar och pölar. Fortplantningen sker i vattnet. Arten är nattaktiv medan Silurana epitropicalis som hittas i samma område är dagaktiv. Reviret delas även med Xenopus pygmaeus och Muellers klogroda.
Några exemplar fångas för köttets skull. Hela populationen antas vara stor. IUCN kategoriserar arten globalt som livskraftig.